# Воронеж (радіолокаційна станція)
77Я6 «Воронеж» — сімейство російських стаціонарних загоризонтних радіолокаційних станцій великої дальності. Призначені для виявлення космічних і аеродинамічних об'єктів, у тому числі балістичних і крилатих ракет.
Сімейство складається зі станцій метрового («Воронеж-М», «Воронеж-ВП»), дециметрового («Воронеж-ДМ») і сантиметрового («Воронеж-СМ») діапазону хвиль. Довгохвильові станції забезпечують високу дальність виявлення об'єктів, короткохвильові дозволяють точніше визначити параметри цілі.
Прийняття станцій сімейства «Воронеж» на озброєння дозволяє не тільки істотно розширити можливості ракетно-космічної оборони, але і зосередити наземні засоби СПРН на території Російської Федерації. Технологія монтажу вузлів високої заводської готовності (ВЗГ) забезпечує високий темп будівництва. Міноборони РФ має намір повністю замінити ними всі радянські РЛС дальнього виявлення пусків ракет.

## Історія
Будівництво РЛС сімейства «Воронеж» для систем контролю космічного простору (СККП) і попередження про ракетний напад (СПРН) ведеться в Росії з 2005 року. Вони дозволять відновити радіолокаційне покриття, частково втрачене після розпаду СРСР, і замінити застарілі станції типу «Дар'ял» і «Дніпро». Перша РЛС нового покоління «Воронеж-М» заступила на бойове чергування в н.п. Лехтусі Ленінградської області. Протягом п'яти років на бойове чергування з радіолокаційного контролю всіх ракетонебезпечних напрямків з російської території заступили сім РЛС «Воронеж», розташованих в Ленінградській, Калінінградській, Іркутській і Оренбурзькій областях, а також в Краснодарському, Красноярському і Алтайському краях.
Крім того, радіолокаційний контроль у встановлених зонах відповідальності забезпечують також РЛС «Дар'ял» в Печорі, РЛС «Дніпро» в Мурманську та Республіці Казахстан, РЛС «Волга» в Республіці Білорусь. У найближчі роки застарілі РЛС «Дніпро» і «Дар'ял» замінять новими станціями «Воронеж». Роботи зі створення радіолокаційних станцій нового покоління вже ведуться в Республіці Комі і в Мурманській області.

## Характеристики
РЛС складається з прийомо-передавальної установки з цифровою антенною решіткою, швидкомонтованої будівлі для особового складу і декількох контейнерів з радіоелектронним обладнанням. Конструкція дозволяє швидко і з невеликими витратами модернізувати станцію в ході експлуатації.
Високий ступінь заводської готовності й модульний принцип побудови РЛС «Воронеж» дозволили відмовитися від капітальних багатоповерхових споруд і зводити її протягом 12-18 місяців (РЛС попереднього покоління вступали в дію через 5-9 років). Вся апаратура станції доставляється з підприємств-виготовлювачів в контейнерному виконанні для подальшої збірки на заздалегідь забетоновані майданчики.
При монтажі станції «Воронеж» використовується 23-30 одиниць технологічної апаратури (РЛС «Дар'ял» — 4070). Споживана потужність — 0,7 МВт («Дніпро» — 2 МВт, «Дар'ял» в Азербайджані — 50 МВт). Чергова зміна — близько 15 осіб, загальна кількість обслуговчого персоналу — не більше 200 фахівців.
Для підвищення професійної підготовки офіцерів бойові розрахунки РЛС СПРН щодня проводять регулярні навчальні тренування на спеціалізованих навчально-тренажерних комплексах. За допомогою спеціального програмного забезпечення для бойових розрахунків моделюються найскладніші умови радіолокаційної обстановки у встановлених зонах відповідальності наземних засобів, в ході яких бойові розрахунки відпрацьовують виконання жорстких нормативів з виявлення, класифікації, супроводу балістичних цілей і космічних об'єктів і формування інформації попередження для своєчасної доповіді на вищі пункти державного і військового управління.. Свою назву станція отримала за назвою річки Воронеж.

## Модифікації
Існують варіанти, що працюють в метровому, дециметровому і сантиметровому діапазонах хвиль. Метрові РЛС дають високу оглядовість простору, дециметрові забезпечують точне наведення протиракет і управління ними, сантиметрові здатні зібрати максимум інформації про будь-яку ціль, яка потрапила в зону покриття.
- «Воронеж-М» (код ГРАУ: 77Я6) працює в метровому діапазоні хвиль. Дальність виявлення цілей до 6000 км. Розроблена в «ГТВ ім. академіка А. Л. Мінця» (Москва). Головний конструктор — В. І. Карасьов.
- «Воронеж-ДМ» (77Я6-ДМ) працює в дециметровому діапазоні, дальність — до 6000 км по горизонту і до 8000 км по вертикалі (ближній космос). Здатна одночасно контролювати до 500 об'єктів[8][9]. Розроблена в НВК «НІІДАР» за участю «ГТВ ім. Мінця». Головний конструктор — С. Д. Саприкін.
- «Воронеж-ВП» (77Я6-ВП) — високопотенціальна РЛС метрового діапазону, розвиток станції «Воронеж-М». У кілька разів збільшено кількість приймально-передавальних блоків. Споживана потужність до 10 МВт. Розроблена «ГТВ ім. Мінця».
- «Воронеж-СМ» (проєкт) працює в сантиметровому діапазоні.

## Розміщення
| Тип        | Розташування асположение                                                            | Координати | Сектор огляду | Сектор огляду | Сектор огляду | Сектор огляду   | Нахил орбіт цілей | Будівництво | Введення                               | Вартість         |
| Тип        | Розташування асположение                                                            | Координати | дальність | висота        | кут місця     | азимут          | Нахил орбіт цілей | Будівництво | Введення                               | Вартість         |
| ---------- | ----------------------------------------------------------------------------------- | --- | --- | ------------- | ------------- | --------------- | ----------------- | ----------- | -------------------------------------- | ---------------- |
| Воронеж-М  | Лехтусі, Ленінградська область (об'єкт 4524, в/ч 73845)                             | 60°16′31.65″ пн. ш. 30°32′45.66″ сх. д. / 60.2754583° пн. ш. 30.5460167° сх. д.                               | 100—4200 км | 150—4000 км   | 2—70°         | 245—355°        | 53—127°           | 2005—2006   | 2009 або 2012                          |                  |
| Воронеж-М  | Лехтусі, Ленінградська область (об'єкт 4524, в/ч 73845)                             | 60°16′31.65″ пн. ш. 30°32′45.66″ сх. д. / 60.2754583° пн. ш. 30.5460167° сх. д.                               | Закриває північно-західний ракетонебезпечний напрямок замість знищеного радіовузла в Скрунді, контролюючи повітряний простір від узбережжя Марокко до Шпіцбергена. Планується модернізувати до версії «Воронеж-ВП», що здатна контролювати повітряний простір до східного узбережжя США. |               |               |                 |                   |             |                                        |                  |
| Воронеж-ДМ | Армавір, Краснодарський край (об'єкт 1653, в/ч 41003)                               | 44°55′31″ пн. ш. 40°59′02″ сх. д. / 44.92533° пн. ш. 40.98396° сх. д.                                         | 6000 км | 150—4000 км   | 2—60°         | 165—295°        | 34,5—145,5°       | 2006—2013   | 2009 (1-й сегмент), 2013 (2-й сегмент) | 2,85 млрд рублів |
| Воронеж-ДМ | Армавір, Краснодарський край (об'єкт 1653, в/ч 41003)                               | 44°55′31″ пн. ш. 40°59′02″ сх. д. / 44.92533° пн. ш. 40.98396° сх. д.                                         | Два сегменти: перший закриває південно-західний напрямок (від Південної Європи до північного узбережжя Африки), замінивши РЛС «Днепр» в Севастополі; другий закриває південний напрям, замінивши Габалінську РЛС.                                                                        |               |               |                 |                   |             |                                        |                  |
| Воронеж-ДМ | Піонерський (аеродром «Дунаєвка»), Калінінградська область (об'єкт 2461, в/ч 42988) | 54°51′26″ пн. ш. 20°10′53″ сх. д. / 54.85722° пн. ш. 20.18139° сх. д.                                         | 6000 км | 2010—2011     | 2014          | 4,4 млрд рублів |                   |             |                                        |                  |
| Воронеж-ДМ | Піонерський (аеродром «Дунаєвка»), Калінінградська область (об'єкт 2461, в/ч 42988) | 54°51′26″ пн. ш. 20°10′53″ сх. д. / 54.85722° пн. ш. 20.18139° сх. д.                                         | Контролює повітряний простір над всією Европою, в т.ч. Велику Британію. Перекриває зону відповідальності РЛС «Волга» в Барановичах и «Днепр» в Мукачеві. |               |               |                 |                   |             |                                        |                  |
| Воронеж-М  | Усолля-Сибірське (селище Мішельовка), Іркутська область (об'єкт 1944, в/ч 03908)    | 52°51′19″ пн. ш. 103°13′59.99″ сх. д. / 52.85528° пн. ш. 103.2333306° сх. д.                                  | 6000 км | 2010—2014     | 2015          |                 |                   |             |                                        |                  |
| Воронеж-М  | Усолля-Сибірське (селище Мішельовка), Іркутська область (об'єкт 1944, в/ч 03908)    | 52°51′19″ пн. ш. 103°13′59.99″ сх. д. / 52.85528° пн. ш. 103.2333306° сх. д.                                  | Контролює територію від західного узбережжя США до Індії. Антенне поле удвічі більше лехтусинського — 6 секций вместо трёх, что расширяет сектор обзора до 240 градусов по азимуту. Заменяет РЛС «Днепр».                                                                                |               |               |                 |                   |             |                                        |                  |
| Воронеж-ДМ | Єнісейськ (селище Усть-Кем), Красноярський край (об'єкт 7345, в/ч 84685)            | 58°30′22″ пн. ш. 92°2′42″ сх. д. / 58.50611° пн. ш. 92.04500° сх. д.                                          | 4200 км | 2012—2015     | 2017          |                 |                   |             |                                        |                  |
| Воронеж-ДМ | Єнісейськ (селище Усть-Кем), Красноярський край (об'єкт 7345, в/ч 84685)            | 58°30′22″ пн. ш. 92°2′42″ сх. д. / 58.50611° пн. ш. 92.04500° сх. д.                                          | Закриває північно-східний напрямок. З 2015 р. працює в режимі дослідної експлуатації. З 2017 р. введена в експлуатацію. |               |               |                 |                   |             |                                        |                  |
| Воронеж-ДМ | Барнаул (селище Конюхи), Алтайський край (об'єкт 4550, в/ч 84686)                   | 53°8′24″ пн. ш. 83°40′51″ сх. д. / 53.14000° пн. ш. 83.68083° сх. д.                                          | 4200 км | 2013—2015     | 2017          | 1,5 млрд рублів |                   |             |                                        |                  |
| Воронеж-ДМ | Барнаул (селище Конюхи), Алтайський край (об'єкт 4550, в/ч 84686)                   | 53°8′24″ пн. ш. 83°40′51″ сх. д. / 53.14000° пн. ш. 83.68083° сх. д.                                          | Закриває південно-східний напрямок. В 2017 р. введена в експлуатацію. |               |               |                 |                   |             |                                        |                  |
| Воронеж-М  | Орськ, Оренбурзька область (об'єкт 7357)                                            | 51°16′27″ пн. ш. 58°57′34″ сх. д. / 51.27417° пн. ш. 58.95944° сх. д.                                         | 6000 км | 2013—2015     | 2017          |                 |                   |             |                                        |                  |
| Воронеж-М  | Орськ, Оренбурзька область (об'єкт 7357)                                            | 51°16′27″ пн. ш. 58°57′34″ сх. д. / 51.27417° пн. ш. 58.95944° сх. д.                                         | Контролює сектор від пустелі Такла-Макан до берегів Середземного моря. Замінює РЛС «Днепр» в Казахстані. З 2015 р. працювала в тестовому режимі по супроводу балістичних цілей. В 2017 р. введена в експлуатацію.                                                                        |               |               |                 |                   |             |                                        |                  |
| Воронеж-СМ | Воркута (селище Воргашор), Республіка Комі                                          | 67°36′50″ пн. ш. 63°45′19″ сх. д. / 67.61389° пн. ш. 63.75528° сх. д.                                         | 6000 км | 2015—2017     | 2019 (план)   |                 |                   |             |                                        |                  |
| Воронеж-СМ | Воркута (селище Воргашор), Республіка Комі                                          | 67°36′50″ пн. ш. 63°45′19″ сх. д. / 67.61389° пн. ш. 63.75528° сх. д.                                         | 24 вересня 2015 р. відбулася церемонія закладки пам'ятної капсули в перший камінь фундамента РЛС. |               |               |                 |                   |             |                                        |                  |
| Воронеж-ДМ | Зея, Амурська область                                                               | 4200 км | 2016 ? |               |               |                 |                   |             |                                        |                  |
| Воронеж-ДМ | Зея, Амурська область                                                               | В 2015 р. планувалося завершити проєктні роботи.                                                              | |               |               |                 |                   |             |                                        |                  |
| Воронеж-ВП | Оленегорськ (селие Протоки), Мурманська область                                     | 2017—2018 | |               |               |                 |                   |             |                                        |                  |
| Воронеж-ВП | Оленегорськ (селие Протоки), Мурманська область                                     | Замінить комплекс «Днепр»/«Даугава».                                                                          | |               |               |                 |                   |             |                                        |                  |
| Воронеж-СМ | Севастополь (мис Херсонес)                                                          | 2020 (план)                                                                                                   | |               |               |                 |                   |             |                                        |                  |
| Воронеж-СМ | Севастополь (мис Херсонес)                                                          | Росширить можливості РЛС «Воронеж-ДМ» в Армавірі. Через можливість знищення будівництво станції не розпочато. | |               |               |                 |                   |             |                                        |                  |

## Цікаві факти
23 травня 2024 року, згідно повідомлення вітчизняних ЗМІ, українські ударні БпЛА атакували російську ЗГРЛС раннього виявлення «Воронеж-ДМ» у Краснодарському краї (РФ). Удар було завдано по території 818 окремого радіотехнічного центру біля селища Глубокий. Після вибухів на території військової частини, де розташовані антени радіолокатора, розпочалась пожежа. Дрони влучили, зокрема, в адміністративні будівлі для персоналу та управління цією РЛС.